# Campanula elatinoides
Campanula elatinoides es una especie de planta herbácea perteneciente a la familia Campanulaceae, originaria de los Alpes en Lombardía y Véneto. 

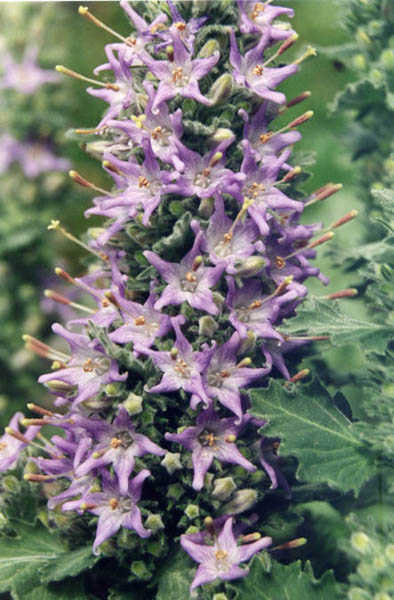
Detalle de las flores

## Hábitat
Se encuentra en acantilados de piedra caliza, ambientes húmedos y sombríos, incluso en las cavernas, que se manifiesta por una notable variedad de formas, incluso en altitudes muy bajas, de 180 a 1.900 m

## Descripción
Se trata de una planta perenne rastrera y con tallo floral alargado, a menudo desprovisto de hojas. Alcanza un tamaño de 10 a 20 (60) cm de altura. Las hojas son erectas y tomentosas con cortos pecíolos, subcordadas con forma de corazón y margen dentado grueso. Brácteas y bractéolas con márgenes ondulados, inflorescencia densa, flores con pedicelos peluda-tomentoso y cilíndrica corta + el cáliz que tiene dientes erectos, corola violeta con filamentos cilíndricos.

## Taxonomía
Campanula elatinoides fue descrita por Giuseppe Moretti y publicado en Giorn. Fis. Chim. Storia Nat. Med. Arti Dec. 2, 5: 110. 1822 ; De quibusdam plantis Italiae. Dec. III: 5
Sinonimia
- Campanula elatines Pollini
- Campanula petraea Zanted. ex Moretti[2]